# 东北省 (海地)
东北省为海地的一个省，东邻多米尼加共和国，西邻北部省。该省总面积1,623平方公里，总人口393,967 (2015)，人口密度240/km2。首府为利贝泰堡。该省析置自北部省。该省分为4个区。 
1. ↑   (PDF).   [2025-02-02]. （原始内容存档 (PDF)于2015-11-06）.
2. ↑  . hdi.globaldatalab.org.   [2018-09-13]. （原始内容存档于2018-09-23） （英语）.